# Speinshart
Speinshart é um município da Alemanha, no distrito de Neustadt an der Waldnaab, na região administrativa de Oberpfalz, estado de Baviera.
Speinshart é membro do Verwaltungsgemeinschaft de Eschenbach in der Oberpfalz.

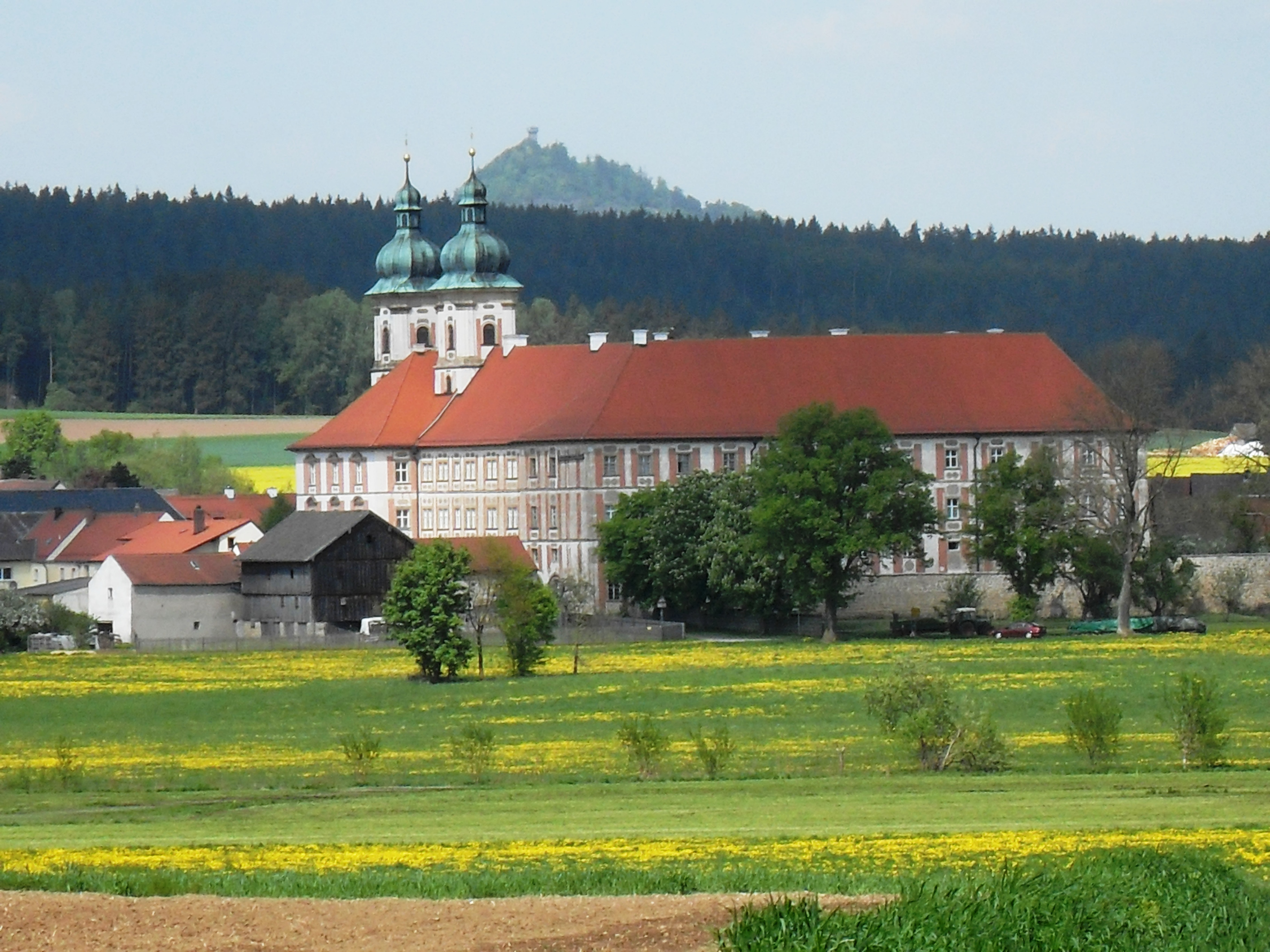
Kloster Speinshart, Germany

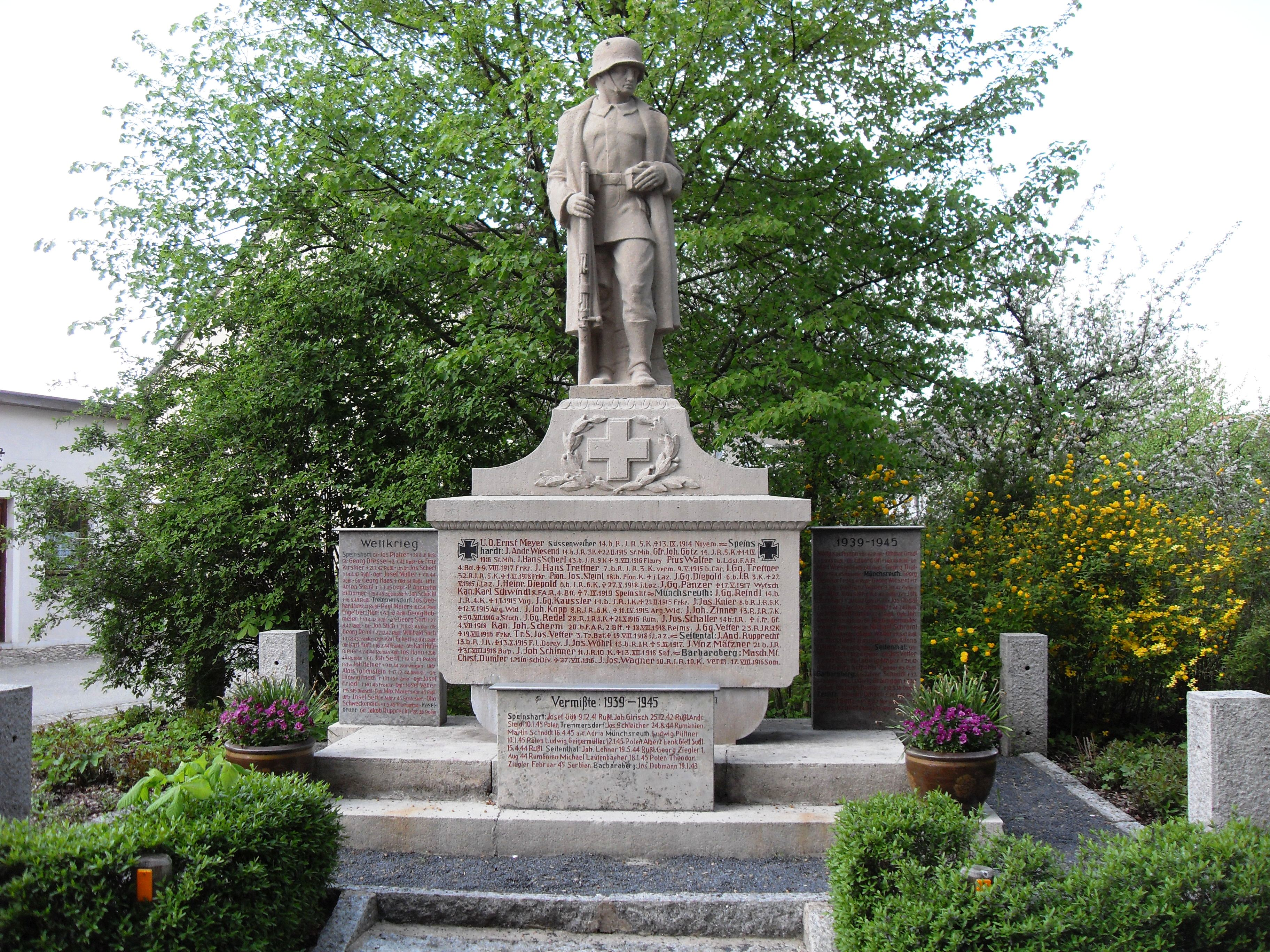
Memorial in Speinshart, Germany to fallen German Soldiers from the Speinshart area during World War I and World War II